# Håkan Carlqvist
Håkan Carlqvist, dit Carla, né le 15 janvier 1954 à Järfälla (Suède) et mort le 6 juillet 2017 à Toulon, est un pilote de moto-cross suédois.

## Biographie
Håkan Carlqvist est champion du monde de motocross en 1979 en catégorie 250 cm3 sur Husqvarna et, cette même année, il remporte l'Enduro du Touquet. Quatre ans plus tard, en 1983, au guidon d’une Yamaha 490 YZ d'usine a refroidissement à air et frein à tambour, il récidive et obtient son second sacre de champion du monde en catégorie 500,,. 
Il a marqué le motocross international par une attitude fairplay et un pilotage atypique tout en force lui valant le surnom de « le Bûcheron ». 
Après le sacre en 500, alors que sa carrière est en déclin, il roule au guidon d’une écurie Kawasaki 500 privée.  Un dernier coup d’éclat se produit en 1988, lors du Grand Prix de Belgique sur la citadelle de Namur, Carlqvist est en tête de la course et dans le dernier tour, son avance est suffisante pour qu’il se permette de faire un « stop and go » le long de la piste pour boire une bière que lui tendait un « spectateur » qui était son frère avec qui il avait prévu « le coup » selon l’avance qu’il aurait, puis il est reparti tranquillement vers sa victoire,,. 
Håkan Carlqvist s’installe ensuite dans le sud de la France avant de retourner en Suède, sa santé déclinant. Il meurt à Toulon en 2017.